# 볼셰비크섬
볼셰비크섬(러시아어: о́стров Большеви́к)은 러시아 북극에 있는 세베르나야제믈랴 제도의 최남단에 위치한 섬으로 세베르나야제믈랴 제도에 속한 섬들 중 두 번째로 크다.

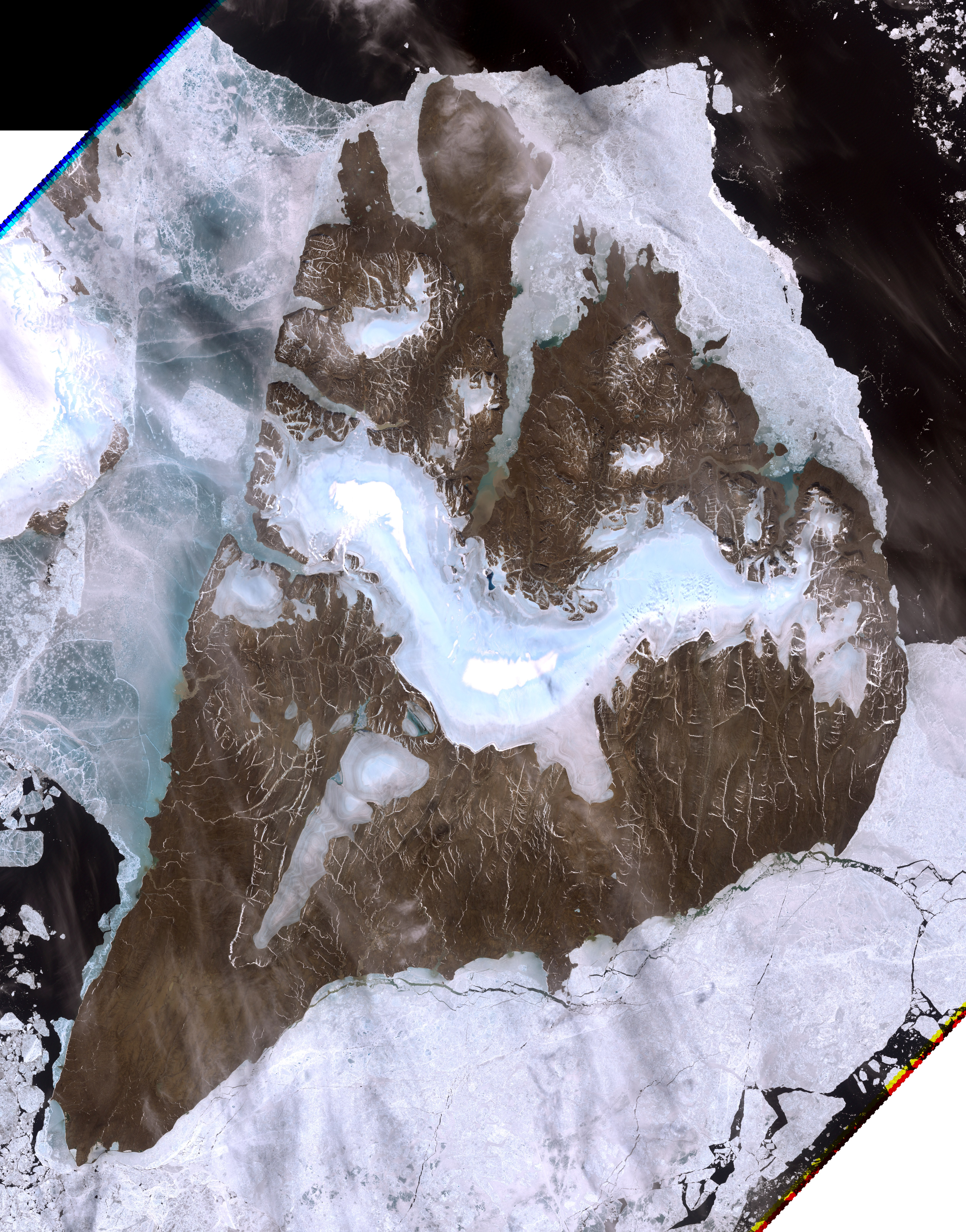
랜드셋-7(Landsat-7)이 찍은 볼셰비크 섬(1999-07-29)

면적은 11,312km2로 추정된다. 산지로 구성되어 있으며, 최고점은 935m이다. 북극 기지 '프리마'(러시아어: Прима)가 이 섬에 위치하고 있다. 섬의 30%는 빙하로 덮여 있으며 해안의 평지에는 희박하지만 이끼와 지의류 등의 초목이 자란다.

## 같이 보기
- 러시아의 섬 목록